# Grupa 5 Architekci

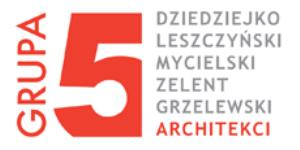
Logo des Architekturbüros

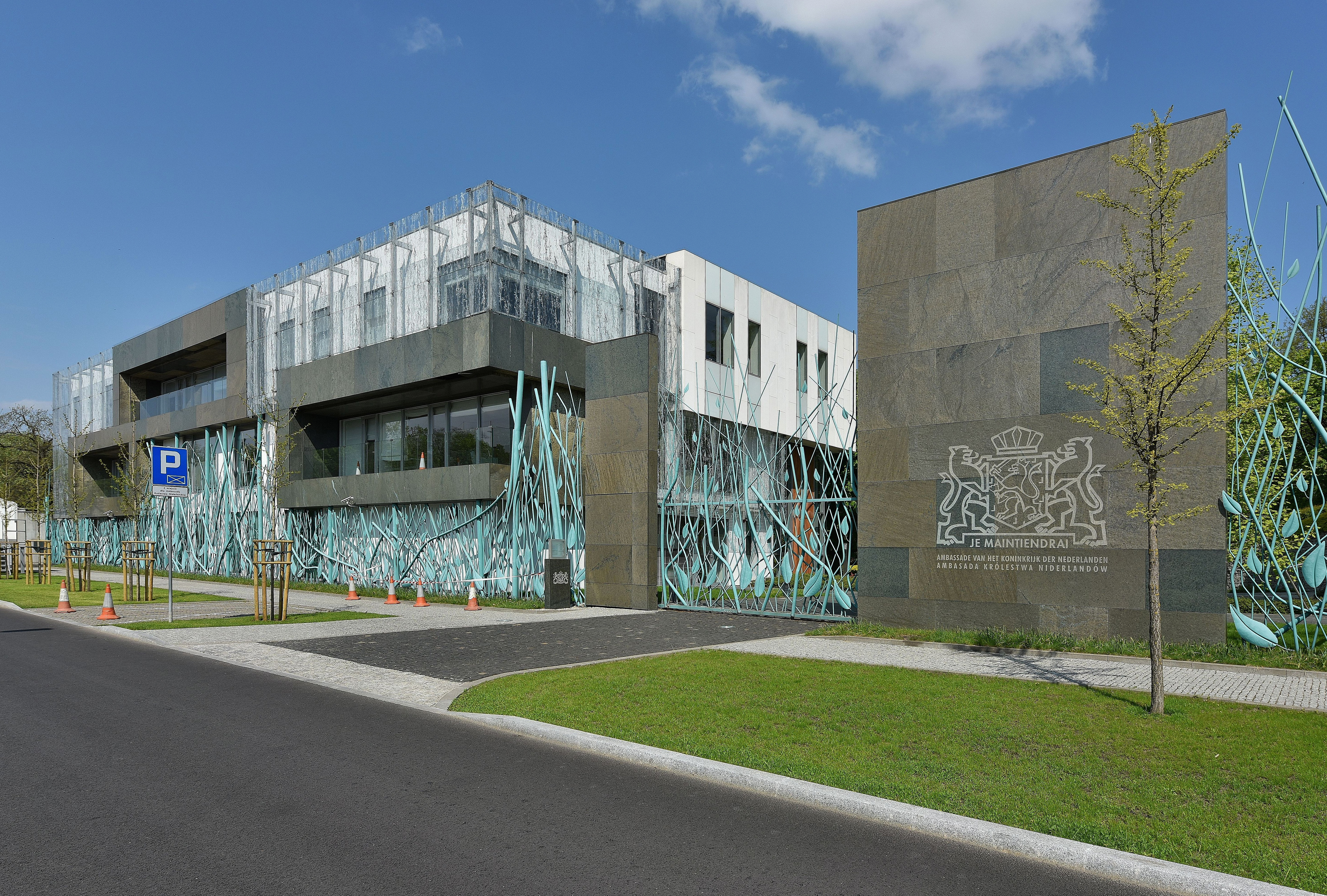
Gebäude der niederländischen Botschaft in Warschau

Grupa 5 Architekci ist ein polnisches Architekturbüro aus Warschau. Es wurde im Jahr 1998 gegründet und besteht aus rund 40 Architekten. Namensgebend (5) waren die Gründer Roman Dziedziejko, Rafał Grzelewski, Michał Leszczyński, Krzysztof Mycielski und Rafał Zelent.
Das Unternehmen entwirft Wohn- und Bürogebäude – vorwiegend in Warschau, wie in Miasteczko Wilanów. Es gestaltet aber auch Hotels und öffentliche Einrichtungen. Das Studio war an der Umsetzung des Entwurfes von Norman Foster für das Warschauer Metropolitan-Bürogebäude beteiligt. Zu den herausragenden Projekten von Grupa 5 Architekci gehören das niederländische Botschaftsgebäude in Warschau, die Neugestaltung des Hauptbahnhofes in Breslau, das Fakultätsgebäude Radio/TV der Schlesischen Universität in Kattowitz und die Shopping-Mall Klif in Warschau.